# Genezis (powieść)
Genezis (ang. Genesis) – nowozelandzka powieść fantastycznonaukowa autorstwa Bernarda Becketta wydana w 2006. Polska wersja ukazała się w 2011, nakładem wydawnictwa Zysk i s-ka. W 2007 książka wygrała New Zealand Post Book Awards for Children and Young Adults. W 2010 jej tłumaczenie na język japoński zdobyło Sense of Gender Award. Akcja książki rozgrywa się w dystopicznym świecie przyszłości, na wyspie niegdyś nazywaną Nową Zelandią. Główna bohaterka, Anax, w trakcie egzaminu poznaje fakty, o których nie powinna wiedzieć.